# Nana Candundo
Nana Candundo é uma cidade e município angolano que se localiza na província de Moxico Leste.
Anteriormente uma vila-comuna do município de Alto Zambeze, em 5 de setembro de 2024 foi elevada a condição de cidade e município da nova província de Moxico Leste.
O município é constituído apenas pela comuna-sede.